# Nephele charoba
Nephele charoba is een vlinder uit de familie van de pijlstaarten (Sphingidae). De wetenschappelijke naam van de soort is voor het eerst geldig gepubliceerd in 1877 door William Forsell Kirby.